# 하이디나

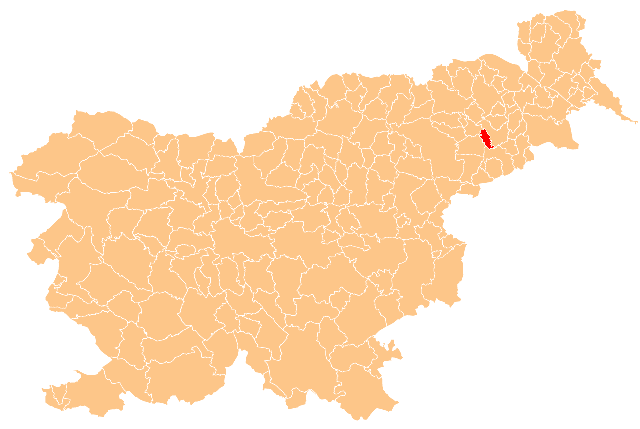
하이디나의 위치

하이디나(슬로베니아어: Hajdina)는 슬로베니아 북동부에 위치한 도시로 면적은 21.6km2, 인구는 3,492명(2008년 기준), 인구 밀도는 161.67명/km2이다. 전통적으로는 슈타예르스카 지역에 속한다. 프투이와 가까운 지점에 위치하며 드라바강 우안과 접한다.